# Чика Љубина улица
| Чика Љубина · улица | Чика Љубина · улица  |
| ------------------- | -------------------- |
|                     |                      |
| Општина             | Стари град           |
| Почетак             | Кнез Михаилова улица |
| Крај                | Трг Републике        |
| Дужина              | 250 m                |
| Ширина              | 9 m                  |
|                     |                      |
|                     |                      |
|                     |                      |

Чика Љубина улица припада општини Стари град и смештена је у самом центру Београда. 

## Име улице
Улица је добила име по Љубомиру П. Ненадовићу (1826 – 1895), књижевнику, путописцу и песнику који је због своје пријатне нарави и интелигенције био изузетно омиљена личност у народу па су га зато сви звали чика Љуба, те је отуда и улица једноставно названа Чика Љубином. 

## Историја
За историју Чика Љубине улице се посебно везује име Милана Антоновића, архитекте који је пројектовао зграде на бројевима 9, 19, 20, које су срушене да би биле замењене грађевинама које су данас ту налазе. 
У јулу 1936, ово је постала прва једносмерна улица у граду, могло се кретати само од Кнез Михаилове ка Кнежевом споменику.

## Чика Љубином улицом
Немогуће је не осетити дашак академског живота и духа због близине околних факултета као и седишта самог Београдског Универзитета, а с друге стране штандови са производима ручно рађеним и разноврсног карактера пружају дашак традиције.

### Чика Љубина 1/5
На овој адреси налазила се редакција Издавачког предузећа „Просвета“ где су се окупљали неки од наших најистакнутијих књижевника, као што су Милорад Павић, Антоније Исаковић, Светлана Велмар-Јанковић, Миодраг Павловић, Стеван Раичковић и Петар Џаџић. 

### Чика Љубина 5
У овој згради се од 1. јуна 1871 до краја априла 1872 налазила редакција „Раденин-а“, првих социјалистичких новина у Србији и на Балкану, које је уређивао Светозар Марковић.

### Чика Љубина 19
На углу Чика Љубине улице налази се Институт Сервантес, незаобилазна институција намењена учењу шпанског језика и упознавању шпанске културе. 

### Чика Љубина 18-20
Филозофски факултет, најстарији факултет Универзитета у Београду смештен је између Чика Љубине улице и Студентског трга. 

## Суседне улице
Чика Љубина улица се наслања на Кнез Михаилову и Васину улицу, излази директно на Трг Републике, а преко Академског платоа досеже до Студентског трга и Универзитетског парка. Укршта се под правим углом са Змај Јовином улицом.

## Галерија
- Чика Љубином улицом
- Некадашња адреса Издавачког предузећа "Просвета"
- Некадашња адреса уредништва "Раденин"

- Академски плато испред Филозофског факултета Универзитета у Београду
- Стари занати
- Поглед на Стари град са Филозофског факултета